# Los Angeles Derby Dolls
La Los Angeles Derby Dolls (LADD) è la prima lega di roller derby su pista sopraelevata di Los Angeles, e una delle 13 a praticare questa specialità negli Stati Uniti. È stata fondata nell'ottobre 2003 da Rebecca Ninburg ("Demolicious") e Wendy Templeton ("Thora Zeen"). La lega è composta di più di 120 pattinatrici divise in cinque team.
Nel gennaio 2012, la L.A. Derby Dolls è stata fra i membri fondatori della Roller Derby Coalition of Leagues.

## Team
Nella Los Angeles Derby Dolls sono presenti 5 team. I quattro team interni sono la Fight Crew, le Sirens, le Tough Cookies e le Varsity Brawlers. Il quinto team sono le L.A. Ri-Ettes, che sono l'all-star team della lega che compete a livello nazionale.
La L.A. Derby Dolls ha anche il proprio team arbitrale, chiamato "The Enforcers".

## Impegno nel sociale
La L.A. Derby Dolls è partner di organizzazioni impegnate nel sociale come la Human Rights Campaign, la Children of the Night, la Big Sunday, la AIDS Project Los Angeles (APLA), il Children's Hospital Los Angeles, il St. Vincent Medical Center, la American Diabetes Association (ADA), e con la After-School All-Stars (ASAS) per aiutare a insegnare alle ragazze la pratica del roller derby.
In virtù dei propri programmi sociali, nel 2009 la L.A. Derby Dolls ha ricevuto il riconoscimento di "Treasure of Los Angeles" dalla Central City Organization, mettendola alla pari con stelle come Magic Johnson e i Los Angeles Dodgers.
La L.A. Derby Dolls è anche stata scelta per ospitare un evento annuale di raccolta fondi per la Down Syndrome Association di Los Angeles (DSALA) chiamato TwentyWonder — “A Carnival Of The Mind” nel 2011 e nel 2012. Tutti gli incassi di questa manifestazione vanno a favore delle persone affette da trisomia 21 (Sindrome di Down) della Greater Los Angeles Area.

## Allenamento
La L.A. Derby Dolls ha anche una lega giovanile per avviare le ragazze tra i 7 e i 17 anni al roller derby.
Le Derby Dolls offrono un programma di roller derby fitness aperto a uomini e donne per insegnare al pubblico a giocare a roller derby chiamato Derby Por Vida (DPV). Il DPV è anche considerato un passaggio per entrare nel programma "LA Derby Dolls Fresh Meat", in cui le donne si allenano per diventare pattinatrici della lega.
Incontri amichevoli misti tra uomini e donne sono disputati durante la wRECk League, evento in cui si disputano gare tanto su pista sopraelevata quanto su pista piana.
Ogni anno a marzo, la LADD chiama allenatori di roller derby di alto livello - tanto di pista piana quanto di pista sopraelevata - come insegnanti al proprio camp chiamato "March RADness".

## Media
Le Derby Dolls sono apparse nella serie della NBC "Kath and Kim", nel programma di VH1 "Rock of Love," a "Chelsea Lately", sulla CNN, su FOX News, e diverse pattinatrici della lega appaiono nel film "Whip It", scritto dalla ex pattinatrice della L.A. Derby Dolls (e fondatrice delle Sirens) Shauna “Maggie Mayhem” Cross.

## Pattinatrici e altro personale
Oltre a Shauna Cross, importanti pattinatrici delle Derby Dolls sono la sceneggiatrice e autrice Pamela Ribon, la giornalista e autrice Alex Cohen, l'attrice Emma Dumont, e l'allenatrice di roller derby Bonnie D.Stroir. Il comico Blaine Capatch è stato un commentatore della lega.

## Lega sorella
La Los Angeles Derby Dolls ha una lega sorella a San Diego, la San Diego Derby Dolls (SDDD).